# الفارس البرونزي
الفارس البرونزي (بالروسية: Медный всадник، حرفياً تعني «الفارس النحاسي») هو تمثال فارس لبطرس الأكبر يقع في ميدان مجلس الشيوخ في سانت بطرسبرغ، روسيا. صممه النحات الفرنسي إتيان موريس فالكونيت، بتكليف من الإمبراطورة كاثرين العظمى. جاء اسمه من قصيدة تعود لعام 1833م تحمل نفس الاسم من أعمال ألكسندر بوشكين، التي تعتبر على نطاق واسع واحدة من أهم أعمال الأدب الروسي. ويعد التمثال أحد رموز سانت بطرسبرغ حالياً.
يرتكز التمثال على قاعدة حجر الرعد الضخم، أكبر حجر نقله البشر على الإطلاق. يزن الحجر في الأصل حوالي 1500 طن، لكنه تقلص أثناء عملية نقله إلى حجمه الحالي.[بحاجة لمصدر]

## التمثال

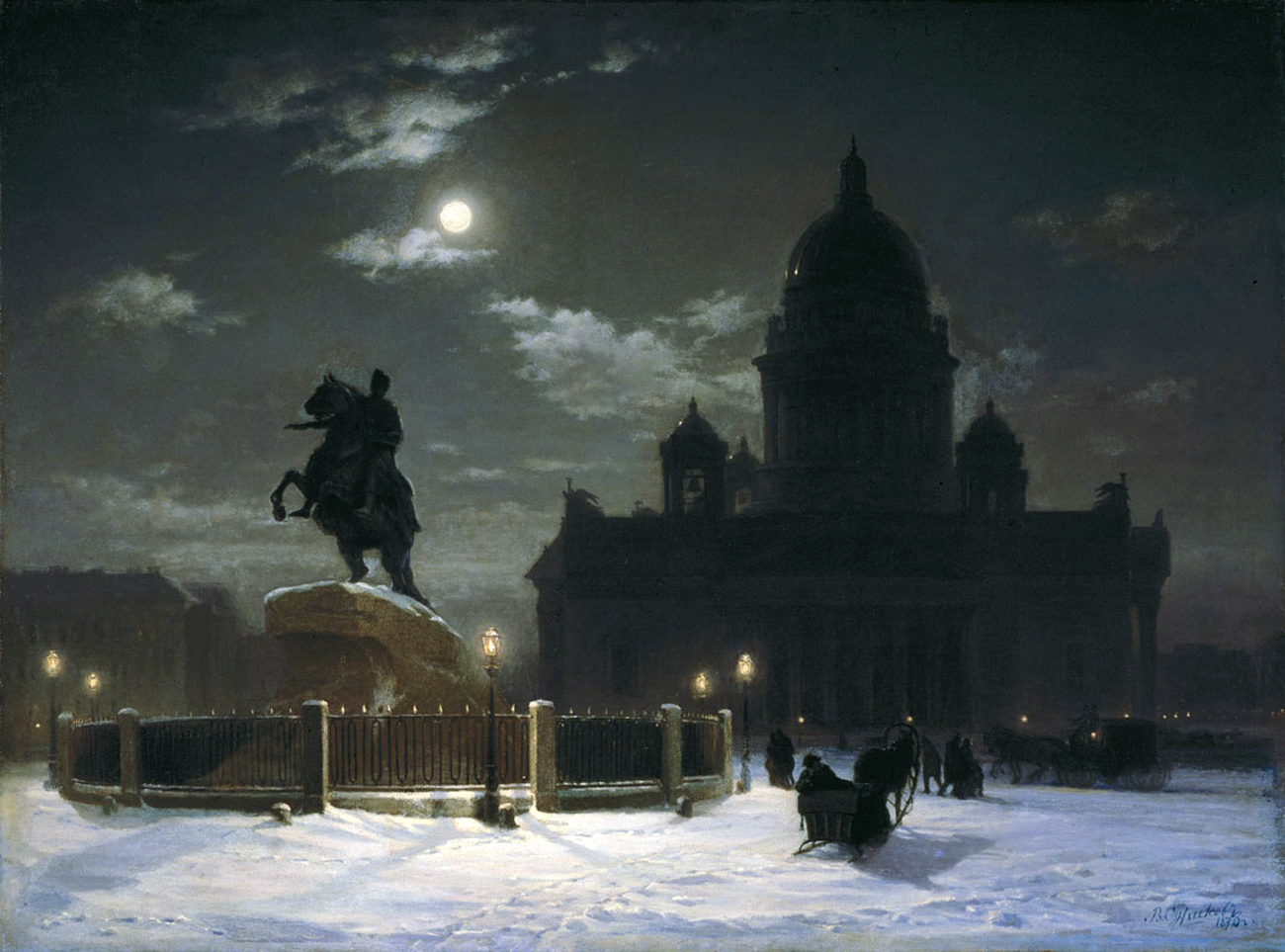
لوحة الفارس البرونزي، لفاسيلي إيفانوفيتش سوريكوف

يقع تمثال الفارس لبطرس الأكبر في ميدان مجلس الشيوخ (ميدان ديسمبريست سابقاً) في سانت بطرسبرغ. كانت كاثرين الكبرى، الأميرة الألمانية التي تزوجت من عائلة رومانوف، حريصة على ربط نفسها ببطرس الأكبر لكسب شرعيتها في أعين الناس. فأمرت ببنائه وقد نُقشت عليه عبارة (Petro Primo Catharina Secunda MDCCLXXXII) باللغة اللاتينية وعبارة (Петру перьвому Екатерина вторая, лѣта 1782) باللغة الروسية ويعني كلاهما «كاترين الثانية من بعد بطرس الأول، 1782» تعبيراً عن إعجابها بسلفها ورؤيتها لمكانتها الخاصة في سلسة حكام روسيا العظام. بعد أن حصلت على عرشها من خلال انقلاب ملكي، حيث لم يكن لديها أي مطالبة شرعية بالعرش وأرادت أن تمثل نفسها وريثاً شرعياً لبيتر.
في مراسلاته مع كاترين العظمى، اقترح دنيس ديدرو أن تُكلف صديقه، النحات الفرنسي إتيان موريس فالكونيت، بهذا العمل. وقد اتبعت الإمبراطورة نصيحته ووصل فالكونيت إلى روسيا في 1766.
في 1775 بدأت عملية صب التمثال، تحت إشراف صانع قوالب الصب إميلان خيلوف. لكن في مرحلة ما أثناء العملية، تحطم قالب الصب، مما أدى لإطلاق برونز مصهور أشعل عدة حرائق. وقد فر جميع العمال باستثناء خايلوف، الذي خاطر بحياته لينقذ هيكل الصب. وبعد إعادة صقله وصبه، انتهى عمل التمثال لاحقاً. الذي استغرق 12 عاماً، من 1770 إلى 1782، لعمل الحصان البرونزي، بما في ذلك قاعدة التمثال والحصان والفارس.[بحاجة لمصدر]
يعزو عمل وجه القيصر للشابة ماري-آن كولوت، البالغة 18 عاماً حينها. والتي قد رافقت فالكونيت كمتدربة في رحلته إلى روسيا في 1766. ولكونها كانت تتلمذ على أيدي فالكونيت وجان باتيست ليموين، فقد دعاها ديدرو باسم "Mademoiselle Victoire" (الآنسة فيكتوار). وهي من صممت وجه بيتر الأكبر على قناع الموت خاصته والعديد من الوجوه التي عثر عليها في سانت بطرسبرغ. وقد صٌممّت اليد اليمنى للتمثال من يد برونزية ترجع للعصر الروماني، عُثر عليها عام 1771 في فوربورخ بهولندا في موقع البلدة الرومانية القديمة ميدان هادريان.[بحاجة لمصدر]

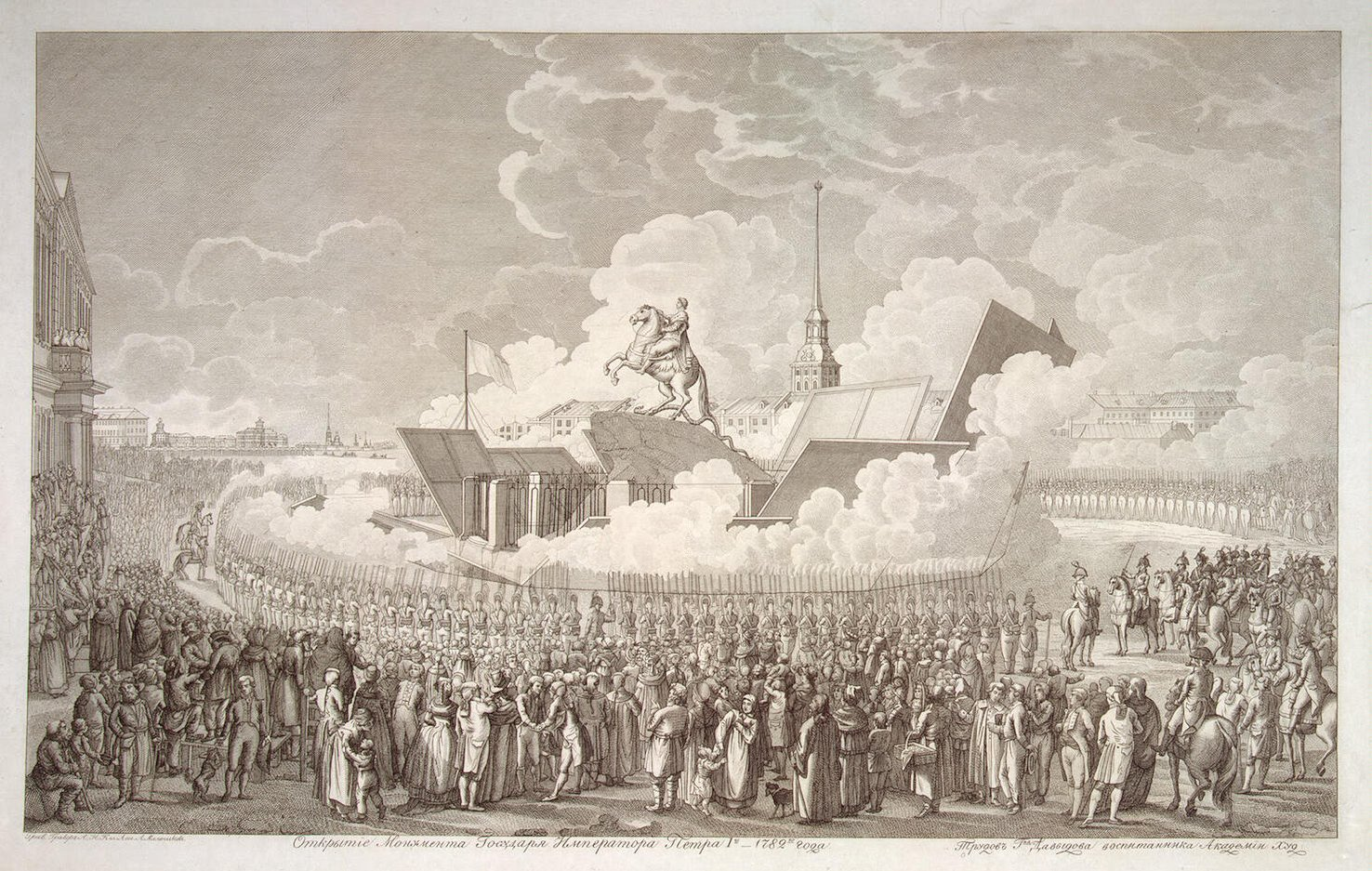
افتتاح النصب التذكاري لبطرس الأكبر، نقش بواسطة أيه. كيه. ملنيكوف مقتبس من لوحة أيه. پي. دافيدوف، 1782

في 7 أغسطس 1782، أي بعد أربعة عشر عاماً من بدء حفر قاعدة التمثال، كُشفّ عن التمثال النهائي في حفل حضره الآلاف. كان غياب فالكونيت غائباً بصورة لافتة للنظر، حيث تحول سوء تفاهم بينه وبين الإمبراطورة إلى صراع خطير. ونتيجة لذلك، اضطر إلى مغادرة روسيا قبل أربع سنوات من اكتمال المشروع. نسيته كاثرين بعد ذلك إلى حد كبير، وجاء لترى الفارس البرونزي كتحفة لها.
يصور التمثال بيتر الأكبر وهو يمتطي حصانه بشكل بطولي وذراعه الممدودة تشير نحو نهر نيفا. أراد النحات أن يلتقط اللحظة الدقيقة لحصانه وهو يشب على حافة جرف مسرحي. كما يمكن رؤية حصانه بينما يسحق أفعى، فُسرّ ذلك بشكل مختلف على أنه تمثيل للخيانة أو الشر أو أعداء بيتر وإصلاحاته. يبلغ طول التمثال نفسه حوالي 6 أمتار (20 قدم)، بينما يبلغ طول التمثال 7 أمتار (25 قدم)، ليصبح الطول الكلي 13 متراص تقريباً (45 قدم).

## حجر الرعد

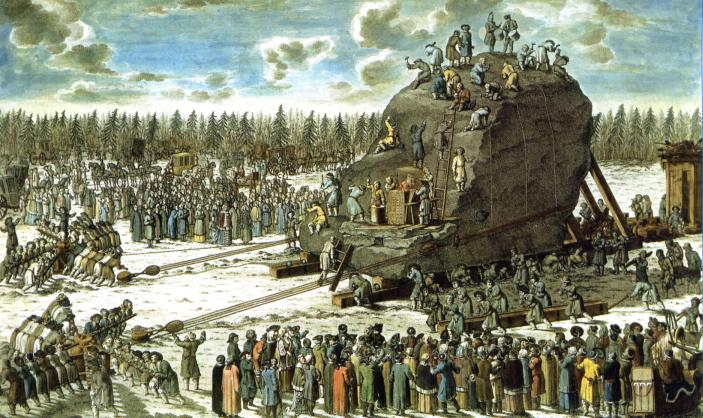
نقل حجر الرعد في حضور كاثرين الثانية؛ نقش من أعمال أ. ف. شلي مقتبس من لوحة بريشة يوري فيلتن، 1770

بالنسبة إلى قاعدة التمثال، فهي صخرة جلمود مونوليث ضخمة من جرانيت راباكيفي تعرف باسم حجر الرعد (بالروسية: Гром-камень) في لاختا، عُثر عليها على بعد 6 كم (3.7 ميل) من خليج فنلندا في 1768. اكتسب حجر الرعد اسمه من أسطورة محلية مفادها أن الرعد شق قطعة من الحجر. أراد فالكونيت العمل على صقل الحجر في موقعه الأصلي، لكن كاثرين أمرت بنقله قبل قطعه. ونظراً لأن الحجر كان راسخاً إلى نصف عمقه في الأرض وكانت المنطقة التي تحيط به عبارة عن تضاريس مستنقعية، توجب على الروس إنشاء طرق جديدة لحفر ونقل الحجر الضخم. عرض مارينوس كاربوريس (Μαρίνος Χαρμπούρης) وهو يوناني من جزيرة كيفالونيا ويخدم برتبة مقدم في الجيش الروسي، القيام بالمشروع. كان كاربوريس قد ردس الهندسة في فيينا ويعتبر أول يوناني حاصل على دبلومة في الهندسة.
أمر كاربوريس العمال إلى الانتظار لفصل الشتاء، عندها تكون الأرض قد تجمدت، ثم جعلهم يجرون الحجارة الكبيرة فوق الأرض المتجمدة إلى البحر لشحنها ونقلها إلى المدينة. وطور زلاجة معدنية تنزلق على كرات برونزية يبلغ قطرها حوالي 13.5 سم (6 بوصات)، فوق المسار. جرت العملية بطريقة مشابهة للاختراع اللاحق للمحامل الكروية. أكثر ما جعل هذا العمل الفذ إثارة للإعجاب هو أن العمل اعتمد بالكامل على البشر. فلم تستخدم أي حيوانات أو آلات في جلب الحجر من الموقع الأصلي إلى ميدان مجلس الشيوخ. بعدما ابتكر كاربوريس هذه الطريقة، استغرق الأمر 400 رجل وتسعة أشهر لنقل الحجر، وخلال هذه الفترة صقل النحاتون الرئيسيون صخرة مونوليث الجرانيت الضخمة باستمرار. كما تفقدت كاثرين بشكل دوري الجهود المبذولة للإشراف على تقدمها. شغل 32 رجلاً الرافعة الكبرى، التي كانت بالكاد تحرك الصخرة. كان هناك تعقيد آخر يتمثل في توفير 100 متر فقط لمسارها، لذا كان لا بد من تفكيكها باستمرار ونقلها. ومع ذلك، حقق العمال أكثر من 150 متراً من التقدم يومياً على الأرض المستوية. وعند وصول حجر الرعد إلى البحر، دُشنت بارجة ضخمة خصيصاً لأجله. كان يجب تدعيم السفينة من كلا الجانبين بسفينتين حربيتين كاملتي الحجم. وبعد رحلة قصيرة، وصل الحجر إلى وجهته في 1770، بعد ما يقرب من عامين من العمل. وقد صدرت ميدالية لإحياء ذكرى وصوله، نُقشّ عليها «على مقربة من الجسارة».

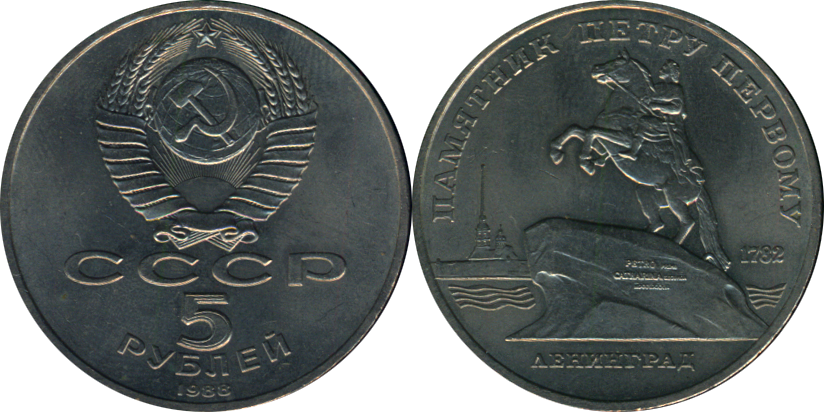
عملة تذكارية صدرت في الاتحاد السوفيتي عام 1988 للاحتفال بالنصب التذكاري لبطرس الأكبر

وفقاً لإصدار الخريف من مجلة الطبيعة الفرنسية (La Nature)، كانت أبعاد الحجر قبل القطع 7 × 14 × 9 م. بناءً على كثافة الجرانيت وقد قدر وزنه بحوالي 1500 طن. قطع فالكونيت بعض هذه القطع لتشكيلها ضمن القاعدة وبالتالي فإن قاعدة التمثال النهائية تزن أقل بكثير.

## حصار لينينغراد
تزعم أسطورة تعود إلى القرن التاسع عشر إنه بينما يقف الفارس البرونزي في وسط سانت بطرسبرغ، فإن قوات العدو لن تكون قادرة على احتلال المدينة. وخلال حصار لينينغراد الذي استمر 900 يوم وفرضته القوات الألمانية الغازية خلال الحرب العالمية الثانية (لينينغراد هو اسم المدينة من 1924-1991)، كان التمثال مغطى بأكياس الرمل وملجأ خشبي. وهكذا كان محمياً ونجا من 900 يوم من قذائف القصف والمدفعية التي لم تمسه فعلياً. وتحققت الأسطورة، فلم تسقط لينينغراد أبداً.

## قصيدة الفارس البرونزي

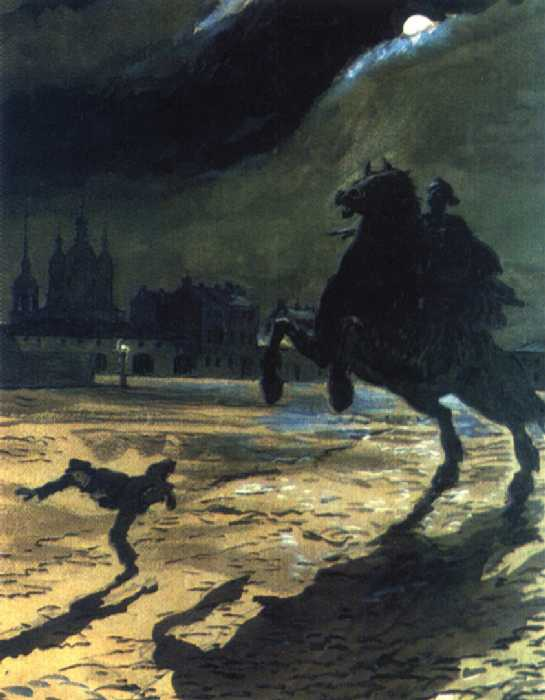
تصور ألكسندر بينويس لقصيدة الفارس البرونزي (1904)

كتب ألكسندر بوشكين قصيدة بعنوان الفارس البرونزي في 1833 والتي تعتبر بشكل واسع إحدى من أهم الأعمال الأدبية الروسية. ونظراً لشعبية القصيدة، أصبح يطلق على التمثال مسمى «الفارس البرونزي». كان موضوع القصيدة الرئيسي، الصراع بين احتياجات الدولة واحتياجات عامة الشعب.
يصف بوشكين في القصيدة، مصير الرجل المسكين إيفجيني وحبيبته باراشا أثناء فيضان نهر نيفا الشديد. يلعن إفغيني التمثال، غاضباً من بطرس الأكبر لتأسيسه مدينة في مثل هذا الموقع غير المناسب والتسبب بشكل غير مباشر في وفاة حبيبته. لكن الحياة تدب في التمثال ويطارد الفارس إيفجيني عبر المدينة. وتُختتم القصيدة مع اكتشاف جثة الشاب في كوخ مدمر طافياً على حافة النهر.
في 1903 نشر الفنان ألكساندر بينويس نسخة من القصيدة مع رسوماته التوضيحية، جاعلاً منها ما كان يعتبر تحفة فنية من الفن الحديث.
ألهمت القصيدة أعمالاً من الأنواع الفنية أخرى: فقد صمم رينولد غليير رقصة باليه على أساسها، كما استلهمت سيمفونية نيكولاي مياسكوفسكي العاشرة (1926-197) من القصيدة. وقد اعتبر التمثال نفسه مصدر إلهام أو نموذج للتمثال المماثل الذي يظهر في رواية جوزيف كونراد السياسية لعام 1904، نوسترومو، وبالتالي ربط ضمنياً الأحداث السياسية في نوسترومو بمقال كونراد في 1905 «الأوتوقراطية والحرب» حول موضوع روسيا وروايته الأخيرة في 1912 تحت عيون غربية (وكذلك مع قصيدة بوشكين والمسألة السياسية في بولندا).

## معرض الصور

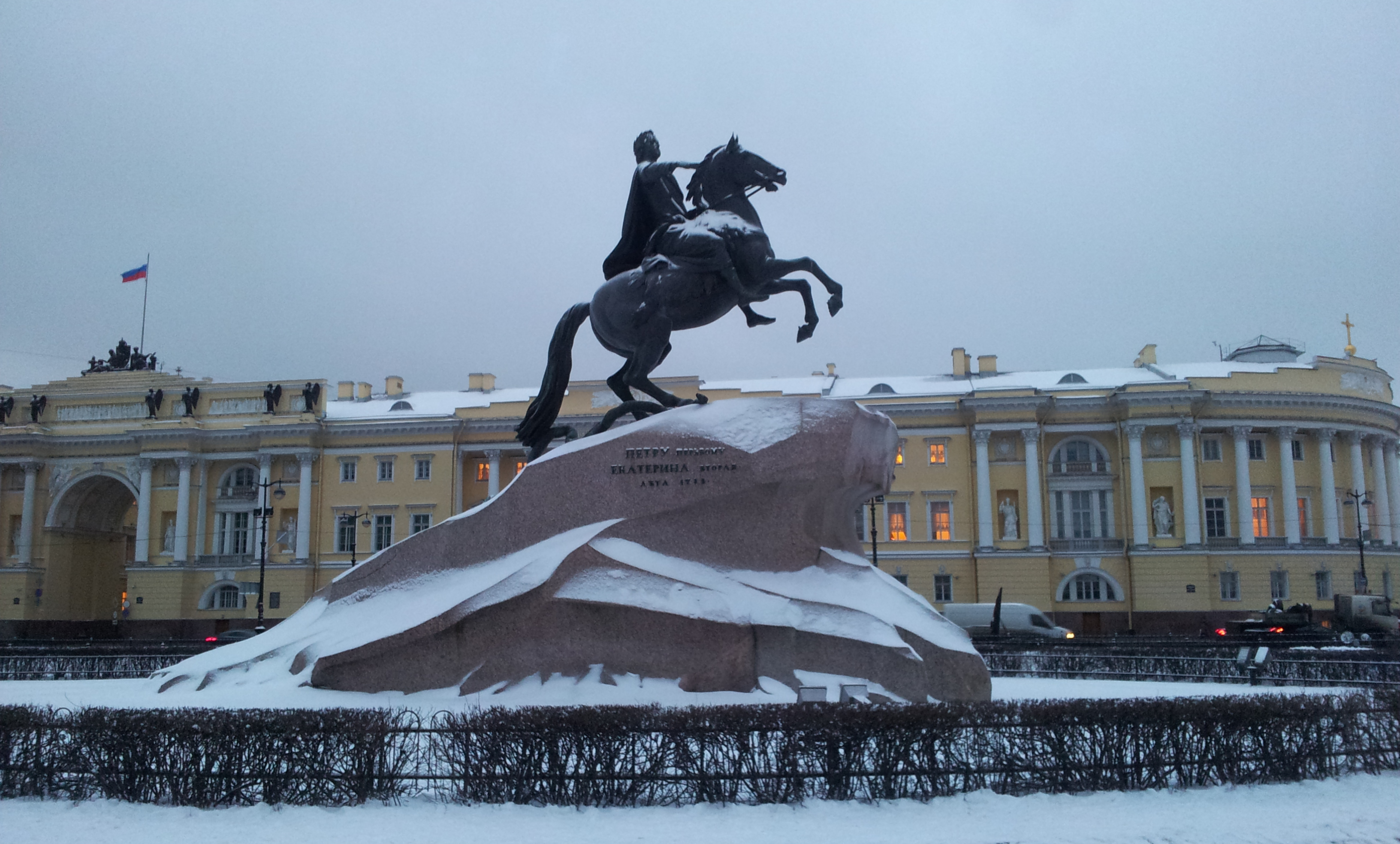
تمثال بطرس الأكبر خلال الشتاء
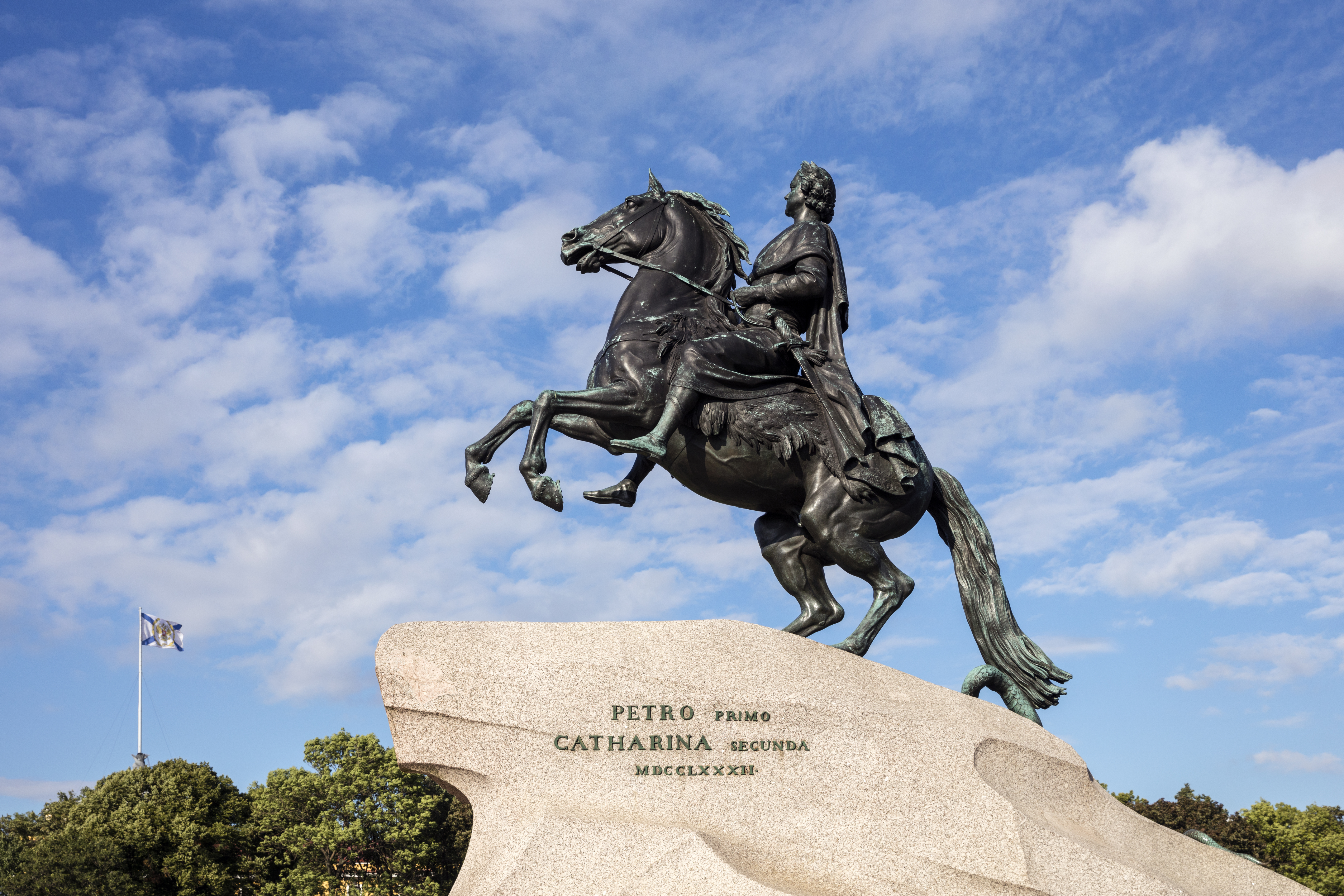
جانب التمثال الذي يحمل النقش اللاتيني. بينما يحمل الجانب الآخر من قاعدة التمثال نفس النقش باللغة الروسية.

### تدوينات
- (بالفرنسية) Histoire et statues des personnalités qui ont marqué Saint-Pétersbourg
- Adam, Jean-Pierre (1977), "À propos du trilithon de Baalbek: Le transport et la mise en oeuvre des mégalithes", Syria (بالفرنسية), vol. 54, pp. 31–63, DOI:10.3406/syria.1977.6623
- (بالفرنسية) Les Français à Saint-Pétersbourg, extrait du livre de N.Smirnova, ci-dessous.
- (بالفرنسية) Transport du piédestal de la statue de Pierre le Grand, in La Nature, 1882.
- Ruprechtsberger, Erwin M. (1999), "Vom Steinbruch zum Jupitertempel von Heliopolis/Baalbek (Libanon)", Linzer Archäologische Forschungen (بالألمانية), vol. 30, pp. 7–56

### الكتب
- (بالفرنسية) Natalia Smirnova, Saint-Pétersbourg ou l'enlèvement d'Europe, éd. Olizane, Genève, 1996 (ردمك 2-88086-191-8)
- (بالفرنسية) Christiane Dellac, Marie-Anne Collot : Une sculptrice française à la cour de Catherine II, 1748–1821, L'Harmattan, (2005) (ردمك 2-7475-8833-5).

## للمزيد من القراءة
- Alexander M. Schenker, The Bronze Horseman: Falconet's Monument to Peter the Great, Yale University Press, New Haven CT, 2003 (ردمك 0-300-09712-3).